# Juste Charity
Pour plus de détails, voir Fiche technique et Distribution.
Juste Charity est un documentaire français de Floriane Devigne, sorti en 2023 produit par Estelle Robin-You et Point du jour.

## Synopsis
Une jeune femme originaire de Benin city, au Nigeria, assiste à l'assassinat de sa mère en 2014. Alors qu'elle n'a que 24 ans, elle décide de fuir son pays avec l'aide d'un passeur ; dès son arrivée en France elle est contrainte de lui rembourser la somme de 35 000 euros. Il l'oblige à se prostituer dans les rues de Nantes. Avec l'aide de son avocate Anne Bouillon, elle entame une procédure judiciaire afin de dénoncer son réseau de proxénète.

## Fiche technique
- Réalisation : Floriane Devigne
- Scénario : Floriane Devigne
- Directrice de la photographie : Nathalie Durand
- Montage : Gwenola Héaulme
- Musique originale : Alice Guerlot-Kourouklis
- Son : Martin Gracineau
- Productrice : Estelle Robin-You
- Production : Point du jour
- Distribution : Arte
- Genre : documentaire
- Durée : 76 minutes
- Langue : français
- Date de sortie : 22 mars 2023

## Distribution
- Charity Jimohe : elle-même
- Anne Bouillon : elle-même